# Bas-relief mithriaque de Bourg-Saint-Andéol
Le bas-relief mithriaque de Bourg-Saint-Andéol se trouve près de Bourg-Saint-Andéol en Ardèche,. Le bas-relief fait l'objet d'un classement au titre des monuments historiques depuis le 2 mars 1927.

## Historique

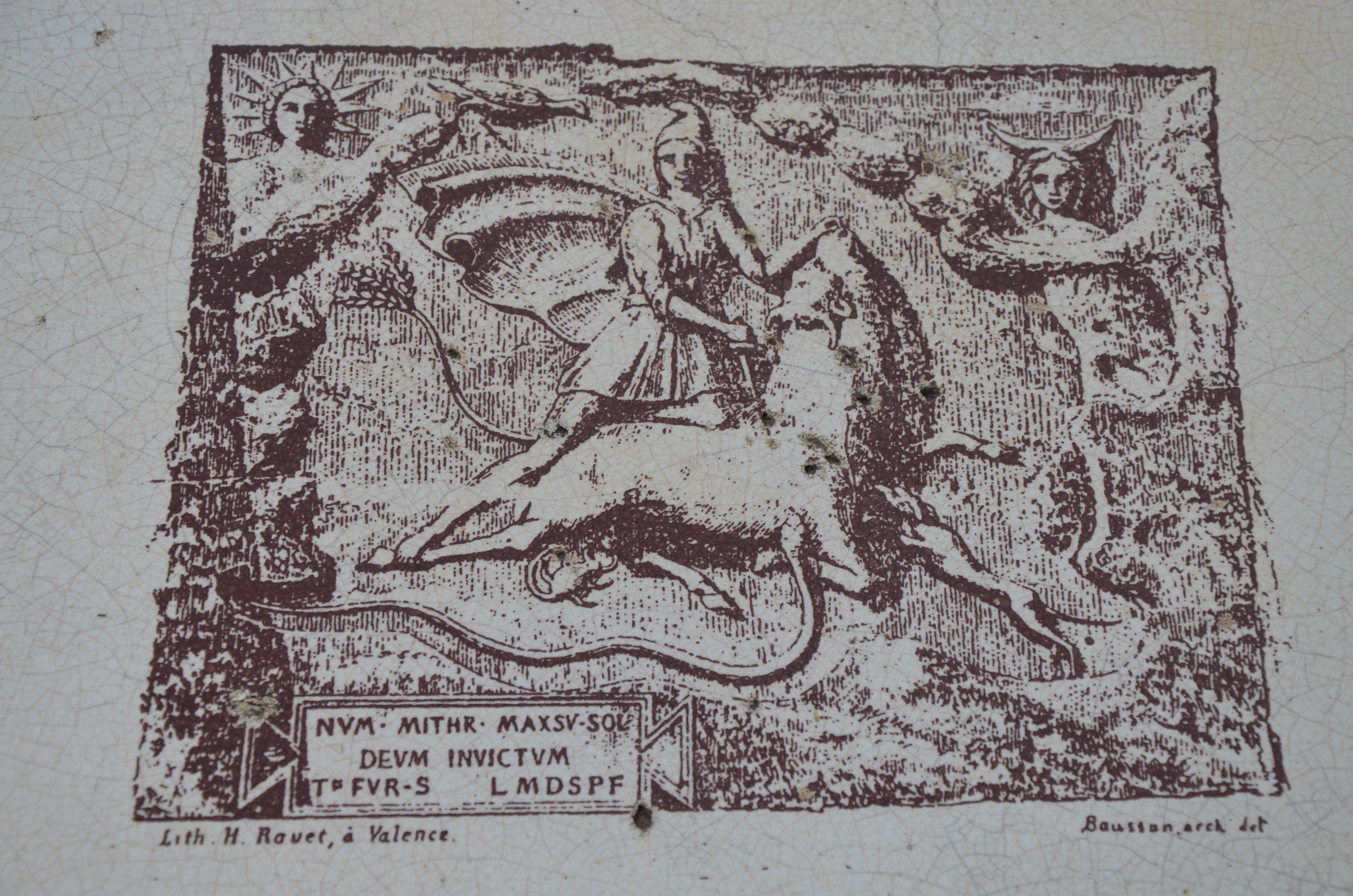

Le mithréum de Bourg-Saint-Andéol a été construit contre un rocher où a été sculptée la tauroctonie principale. Le bas-relief mesure 1,30 m de long sur 1,15 m de haut et daterait du IIIe siècle apr. J.-C. Constituant l'arrière du temple dédié au culte de Mithra, il est le seul bas-relief sculpté directement dans la roche en France. Au-dessus de la paroi sculptée se trouvent deux rainures qui laissent supposé que le toit du temple y été encastré. Au pied du rocher, on trouve deux fontaines qui alimentent deux petits bassins.

## Description
La tauroctonie représente Mithra dans une grotte, vêtu d'un manteau et d'un bonnet phrygien, faisant le sacrifice du taureau. Le chien et le serpent se trouvent près de la blessure, le scorpion près des testicules et le corbeau, messager du soleil, perché sur le bord du rocher. Dans le coin supérieur gauche se trouve Sol avec une couronne rayonnée et dans le droit Luna avec un croissant sur la tête.
Dans le coin inférieur gauche se trouve un cadre avec l'inscription, :
« Numi[n]ib(us) Au[g]ust(orum) / deum Invictum / T(itus) Aur(elius) M[yr]on d(e) s(ua) p(ecunia) f(ecit). »
« Aux numina d'Auguste. Titus Aurèle… a fait ceci à ses propres frais. »
Il n'y a pas eu d'autres découvertes sur ce site.

## Galerie

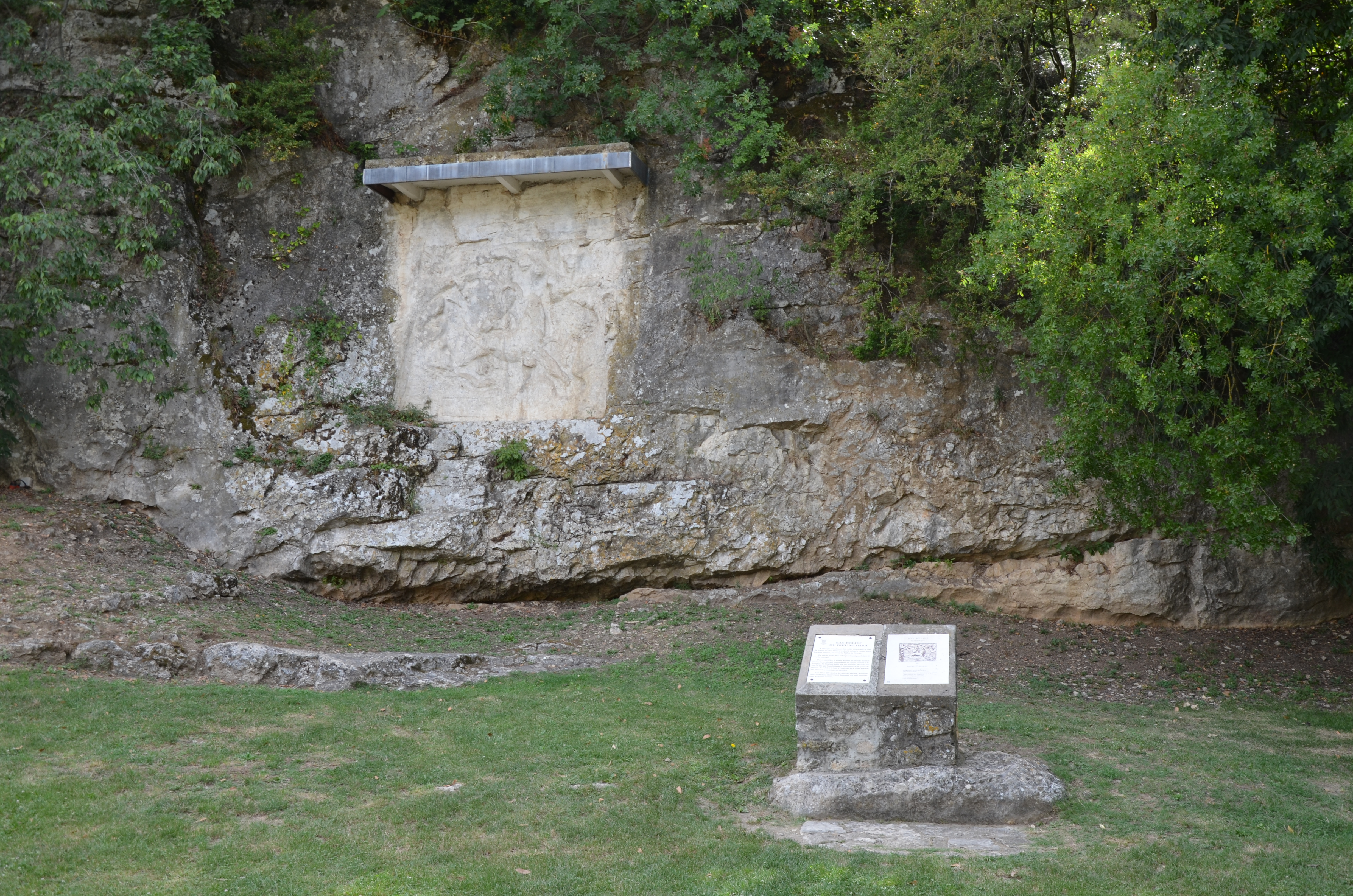
Le site du bas-relief.
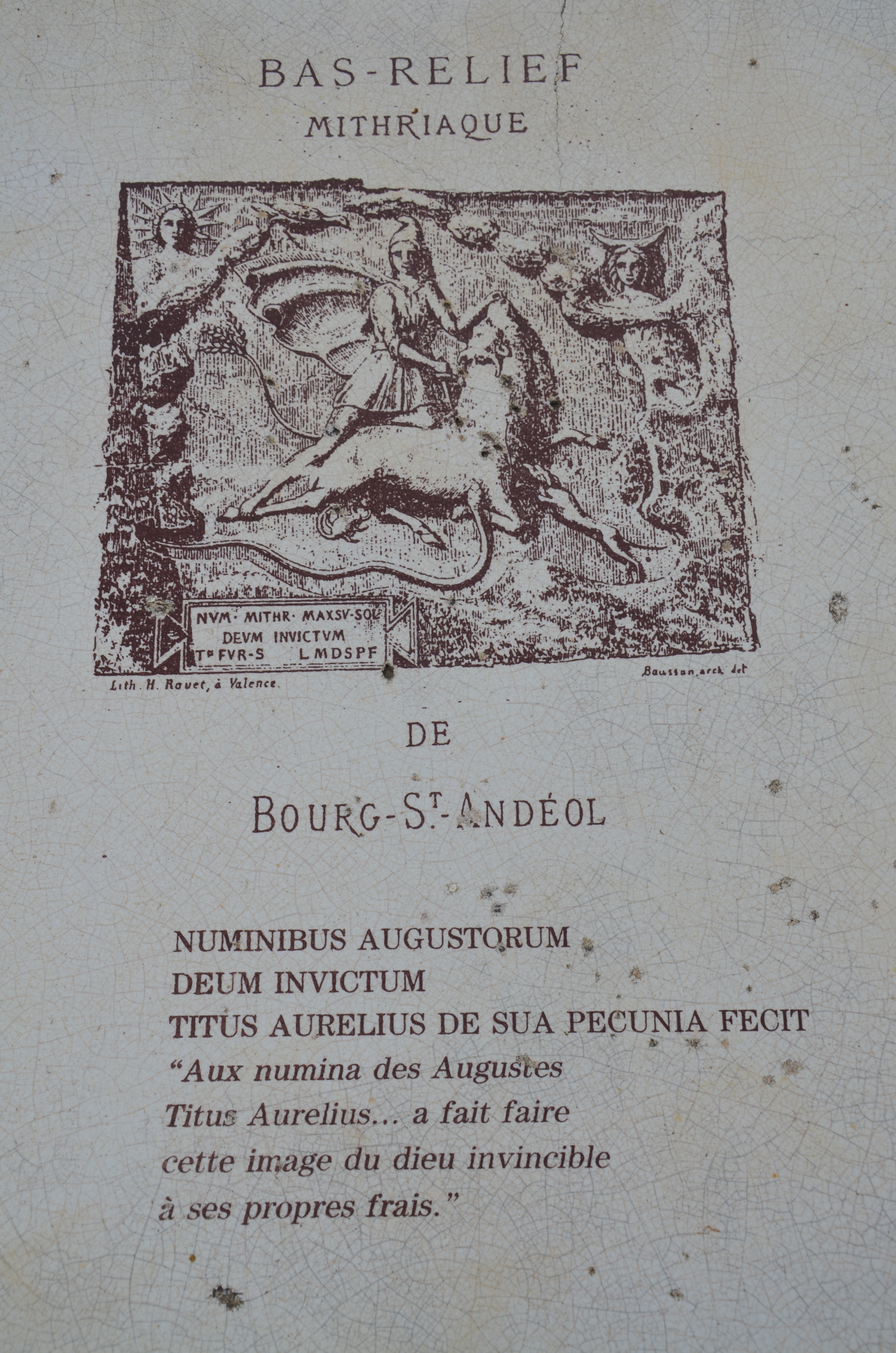
Le panneau informatif.